# Giovanni Battista Pergolesi

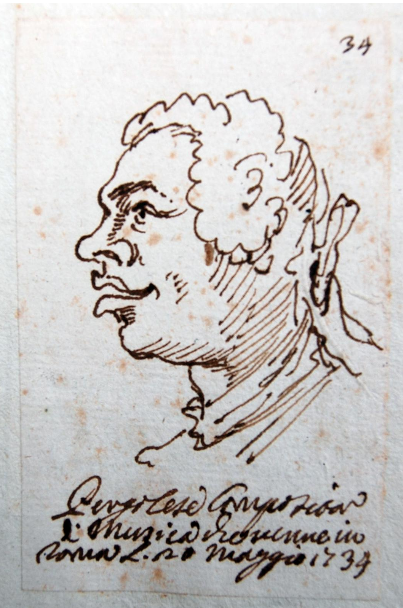
„Pergolesi Musikkomponist der am 20. Mai 1734 nach Rom kam“
Karikatur am Leben von Pier Leone Ghezzi – The British Museum

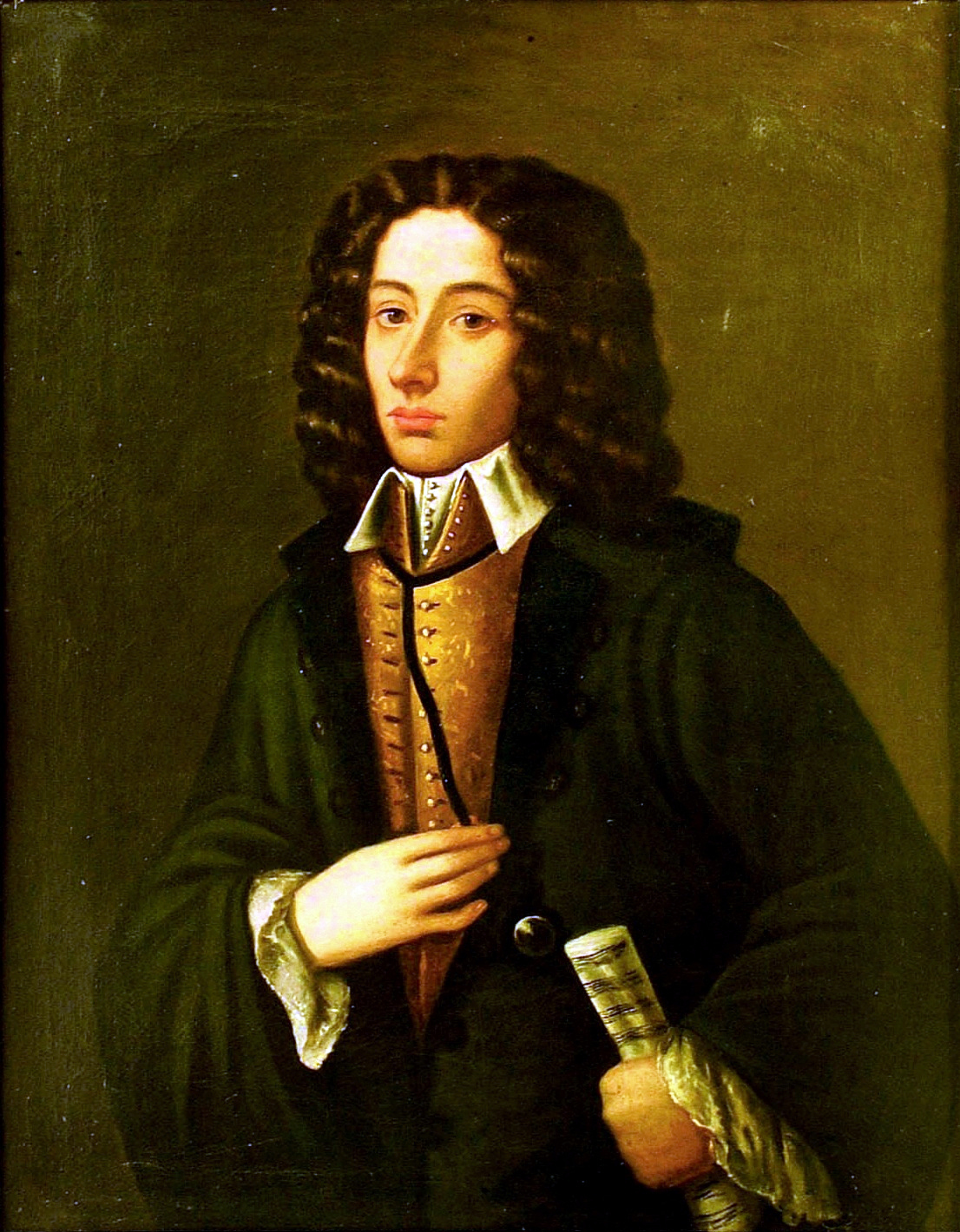
Angebliches Porträt des Giovanni Battista Pergolesi, möglicherweise von Domenico A. Vaccaro (1678–1745) – Museo Storico Musicale des Conservatorio San Pietro a Majella in Neapel

Giovanni Battista Pergolesi (* 4. Januar 1710 in Jesi, Marche; † 16. März 1736 in Pozzuoli bei Neapel; auch Pergolese geschrieben) war ein italienischer Komponist, führender Vertreter des Wandels vom Barock zur Klassik; er gilt als einer der größten italienischen Musiker der ersten Hälfte des achtzehntes Jahrhundert und als einer der großen Vertreter der neapolitanischen Schule.
Als Komponist mit frühreifem Talent gelang es ihm trotz seines kurzen Lebens und seiner wenigen Tätigkeitsjahre, Werke von hohem künstlerischem Wert und historischer Bedeutung zu schaffen, darunter La serva padrona, ein grundlegender Bezugspunkt für die Entwicklung und Verbreitung der Opera buffa in Europa, L’olimpiade, ein Meisterwerk der Opera seria der ersten Hälfte des 18. Jahrhunderts, und das Stabat Mater, eine der bedeutendsten geistlichen Kompositionen.

## Leben
Seinen ersten Musikunterricht erhielt Giovanni Battista Pergolesi von Francesco Santi, dem Kapellmeister am Dom zu Jesi. Die Verbindungen, die sein Vater als Landvermesser zum städtischen Adel hatte, ermöglichten Pergolesi ein Studium am Conservatorio dei Poveri di Gesù Cristo in Neapel, wo er zwischen 1720 und 1725 aufgenommen wurde. Seine wichtigsten Lehrer waren dort Gaetano Greco und Francesco Durante. Als Abschluss seiner Studienzeit dürfte die Aufführung des Dramma sacro Li prodigi della divina grazia nella conversione e morte di S. Guglielmo duca d’Aquitania im Sommer 1731 im Kloster von San Agnello anzusehen sein.
Unmittelbar darauf erhielt Pergolesi den Kompositionsauftrag für die Oper La Salustia zur Eröffnung der Karnevalsspielzeit am Teatro San Bartolomeo. Da der für die Hauptrolle vorgesehene Kastrat Nicolino während der Probenzeit erkrankte und am 1. Januar 1732 verstarb, verzögerte sich die Premiere und wurde schließlich ein Misserfolg. Im selben Jahr wurde Pergolesi Kapellmeister von Ferdinando Colonna, Fürst von Stigliano. Die Aufführung der komischen Oper Lo frate ’nnamorato am 27. September 1732 im Teatro dei Fiorentini brachte ihm anhaltenden Erfolg.
Nachdem am 29. November ein verheerendes Erdbeben Neapel erschüttert hatte, beschlossen die Stadtväter, alljährlich am 31. Dezember in der Kirche Santa Maria della Stella einen Bittgottesdienst abzuhalten. Für diese Anlässe entstanden vermutlich Pergolesis Messe in D-Dur und die meisten seiner Vesperkompositionen. Zum Geburtstag der Kaiserin am 28. August 1733 schrieb er die Oper Il prigionier superbo mit der als Zwischenspiel aufgeführten Farce La serva padrona, die, von der Hauptoper losgelöst, bald überall nachgespielt und zum ersten Repertoirestück des Musiktheaters wurde. Am 23. Februar 1734 erhielt Pergolesi die Ernennung zum Stellvertreter des königlichen Kapellmeisters Domenico Sarro mit der Option, im Falle von Sarros Ableben dessen Nachfolge anzutreten.
Nach dem Rückzug der Österreicher (die von 1707 an die Stadt regiert hatten) und dem Einzug Karls von Bourbon als Vizekönig Karl III. am 10. Mai folgte Pergolesi dem Fürsten von Stigliano nach Rom. Dort ernannte ihn ein Verwandter des Fürsten, Domenico Marzio Carafa, Herzog von Maddaloni, zu seinem Kapellmeister. Im Auftrag des Herzogs schrieb Pergolesi die doppelchörige Messe F-Dur, die am 16. Mai 1734 in der Kirche San Lorenzo in Lucina aufgeführt wurde.
Wieder in Neapel, kam anlässlich des Geburtstages der spanischen Königin am 25. Oktober 1734 Pergolesis neue Oper Adriano in Siria am Teatro San Bartolomeo heraus. Pergolesi hatte die Hauptrolle ganz nach den Wünschen des Star-Kastraten Caffarelli (Gaetano Majorano) schreiben müssen, der sich einen großen persönlichen Erfolg ersang, während das Stück als Ganzes durchfiel. Wahrscheinlich wegen des Eindrucks, den seine F-Dur-Messe in Rom hinterlassen hatte, erhielt Pergolesi den Auftrag für die Oper L’olimpiade, die im Januar 1735 im römischen Teatro Tordinona Premiere hatte. Zeitgenössischen Berichten zufolge stieß das Werk auf Ablehnung; ein unzufriedener Zuhörer soll dem Komponisten eine Orange an den Kopf geworfen haben (so berichtet es André-Ernest-Modeste Grétry in seinen Memoiren unter Berufung auf Zeitzeugen).
Einen großen Erfolg brachte Pergolesi die komische Oper Il Flaminio im Herbst 1735 im Teatro dei Fiorentini in Neapel. Nach einer Bemerkung im Libretto zu schließen, war er zuvor zum Organisten der Königlichen Kapelle in Neapel ernannt worden. Die Arbeit an der Kantate Il tempo felice für die Hochzeit des Fürsten Raimondo di San Severo im Dezember 1735 musste Pergolesi krankheitshalber abbrechen; sie wurde von Nicola Sabatino fertiggestellt. Pergolesi begab sich zur Erholung in den Badeort Pozzuoli bei Neapel. Dort entstand, vermutlich im Auftrag der „Confraternità dei Cavalieri di S. Luigi di Palazzo“, das Stabat mater, das als seine letzte vollendete Komposition gilt.
Pergolesi starb am 16. März 1736 an Tuberkulose und wurde am 17. März im Franziskanerkloster in Pozzuoli beigesetzt.

## Nachruhm

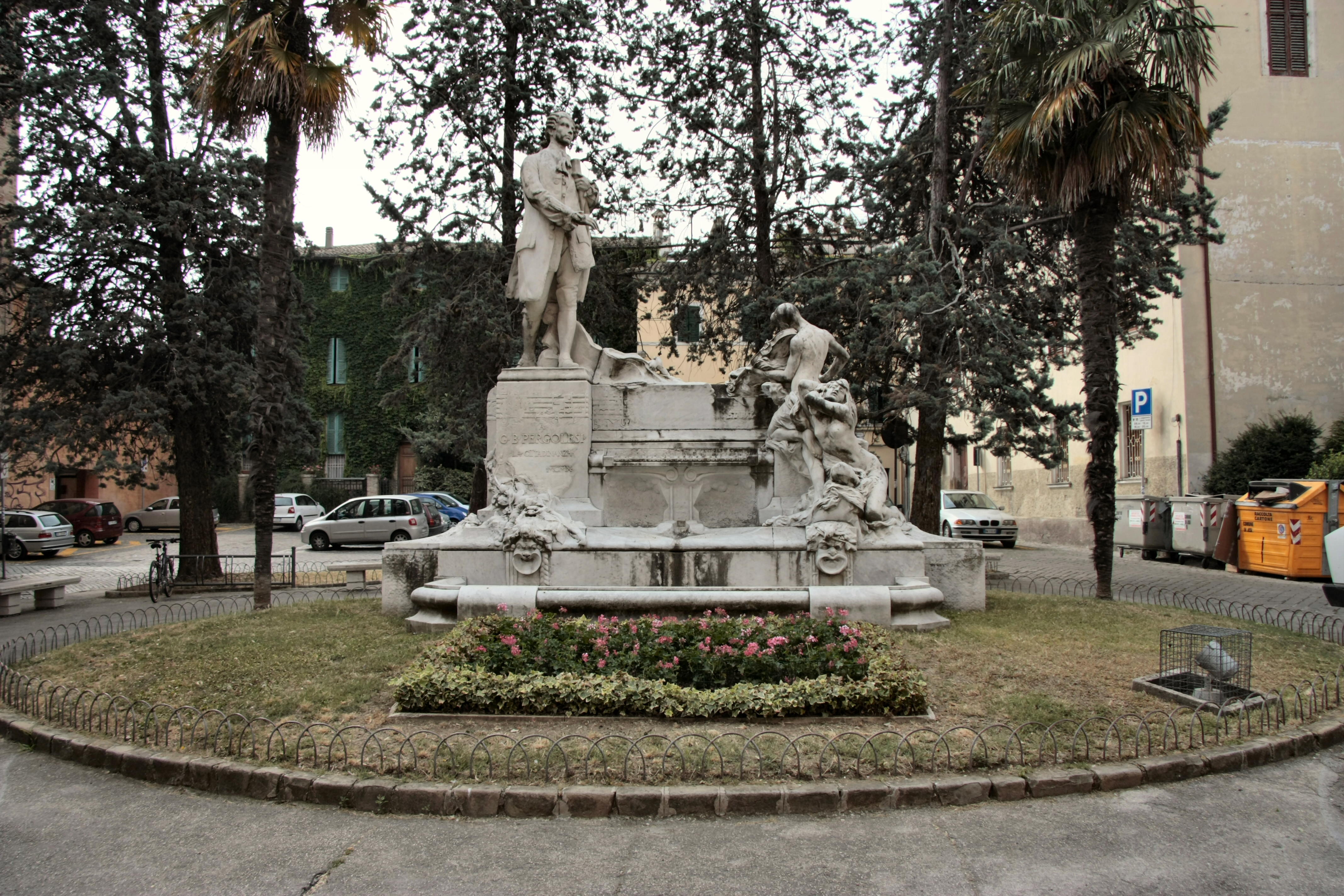
Das Pergolesi-Denkmal in Jesi

In den fünf Jahren, die ihm nach Verlassen des Konservatoriums als Schaffenszeit vergönnt waren, schuf Pergolesi ein Gesamtwerk, das die Nachwelt beschäftigt hat wie das kaum eines anderen italienischen Komponisten des 18. Jahrhunderts (ausgenommen Antonio Vivaldi). Sein europaweiter Nachruhm stellte ein neues Phänomen in der Musikgeschichte dar und übertrifft die unmittelbare Nachwirkung von Johann Sebastian Bach und Wolfgang Amadeus Mozart bei weitem. Sein früher Tod gab ähnlich wie im Falle Mozarts Anlass zu schwärmerischer Verehrung und sentimentaler Verklärung (Vincenzo Bellini nannte ihn den „angelico maestro“), hinter der die reale historische Persönlichkeit nahezu verschwand. Zudem veranlasste der unmittelbar nach dem Ableben einsetzende Nachruhm manchen Verleger, die Zugkraft des nunmehr berühmten Namens zur Vermarktung von Werken weniger bekannter Komponisten zu nutzen. Von den 148 Kompositionen in der ersten Gesamtausgabe seiner Werke gelten heute nur noch 30 als echt.

## Bedeutung

### Unechte und echte Instrumentalwerke
Die 1740 in Den Haag anonym veröffentlichten sechs Concerti armonici wurden neben vielen anderen Komponisten auch Pergolesi zugeschrieben; erst 1980 konnte der niederländische Musikwissenschaftler Albert Dunning nachweisen, dass sie von Graf Unico Wilhelm van Wassenaer stammen, der als Diplomat u. a. in Paris tätig war und ungenannt bleiben wollte. Die um 1780 in London unter Pergolesis Namen gedruckten 12 Triosonaten, aus denen Igor Strawinsky einige Themen in seinem Ballett Pulcinella zitierte (im Glauben, es handele sich um originale Werke Pergolesis), konnten inzwischen zweifelsfrei Domenico Gallo zugeschrieben werden. Wahrscheinlich sind sie in den 1750er Jahren entstanden. Der größte Teil der unter Pergolesis Namen erschienenen Instrumentalwerke wird ihm fälschlich zugeschrieben; seine wenigen authentischen Werke sind im Vergleich zu seiner Vokalmusik unbedeutend. Sein offenbar authentisches Doppelkonzert für zwei Cembali ist eines der frühesten Beispiele seiner Art und zeigt (gemeinsam mit weiteren früheren Beispielen aus Italien) eine parallele Entwicklung dieses Genres außerhalb Deutschlands.

### Kirchenmusik
Pergolesis frühe sakrale Kompositionen sind im zeittypischen Stil für große, teils doppelchörige Besetzung geschrieben. Im Gegensatz dazu führt sein letztes Werk, das Stabat mater, den „galanten Stil“, mit dem Pergolesi in La serva padrona auf den Bühnen Europas rauschende Erfolge feiern konnte, erstmals in die Kirchenmusik ein. Die opernhafte Melodik in den Solopassagen wurde erstmals von Padre Martini in seiner Kompositionslehre von 1774 bemängelt und stieß besonders im deutschsprachigen Raum bis ins 19. Jahrhundert auf Kritik. Pergolesis Stabat mater war im 18. Jahrhundert das am häufigsten gedruckte Musikstück und hat zahlreiche Bearbeitungen erfahren (darunter 1781 eine Übersetzung von Christoph Martin Wieland). Johann Sebastian Bach etwa adaptierte es durch Unterlegung eines neuen Textes nach Psalm 51 (Tilge, Höchster, meine Sünden, BWV 1083) für den evangelischen Gottesdienst, Georg Joseph Vogler analysierte und „verbesserte“ das Werk in seiner Kurpfälzischen Tonschule (1778–1781), und Antonio Salieri und Franz Xaver Süßmayr erstellten Ende des 18. Jahrhunderts für die Wiener Hofkapelle eine reicher instrumentierte Version mit vierstimmigem Chor, die 1843 noch einmal von Otto Nicolai überarbeitet wurde.
Die originale Fassung für zwei Solostimmen (Sopran und Alt), Streicher und Basso continuo hat sich erst im Zuge der Alte-Musik-Bewegung wieder durchgesetzt.

### Opern
Die ernsten Opern Pergolesis zeigen im Allgemeinen die typischen Merkmale der italienischen Opera seria. Besonders in L’olimpiade fällt die Qualität der melodischen Erfindung auf, die stärker als zeitüblich den Gefühlsregungen der Protagonisten einen individuellen, über standardisierte Floskeln hinausgehenden Ausdruck verleiht. Diese unkonventionelle Textauslegung, verbunden mit dem weitgehenden Verzicht auf sängerische Virtuosität, dürfte ebenso für den Misserfolg bei der Premiere verantwortlich gewesen sein wie für die Wertschätzung, die das Werk bald danach genoss.
Wie damals in Neapel üblich, hat Pergolesi für seine ernsten Opern heitere Intermezzi komponiert, die zwischen den Akten der Hauptoper gegeben wurden und sich schnell verselbständigten. La serva padrona („Die Magd als Herrin“), ursprünglich als Pausenfüller für die Oper Il prigionier superbo gedacht, gehörte neben einer Reihe ähnlicher Werke verschiedener Komponisten zum Repertoire einer italienischen Wanderoperntruppe, die 1752 in Paris gastierte. Die Aufführung am 1. August 1752 trieb die seit längerem andauernden Diskussionen um den Vorrang der französischen oder der italienischen Musik auf die Spitze und führte zu einer heftigen Debatte, die als Buffonistenstreit (querelle des bouffons) in die Geschichte eingegangen ist.
Neben den kurzen Intermezzi schrieb Pergolesi zwei abendfüllende komische Opern, Lo frate ’nnamorato und Il Flaminio, die als „Commedia per musica“ eine für Neapel typische Spielart der frühen Opera buffa vertreten. Der soziale Status der handelnden Figuren ist darin durch verschiedene Sprachebenen gekennzeichnet. Die Personen gehobenen Standes bedienen sich der Standardsprache, die Dienerfiguren sprechen Dialekt. Dem entspricht normalerweise auch das musikalische Vokabular: Die Standespersonen sind als parti serie mit den Stilmitteln der Opera seria, u. a. ausgedehnte Koloraturarien, gezeichnet, die übrigen als parti buffe mit den der Opera buffa, mithin volkstümlichen Liedformen und schnellem Parlando. Auch hier zeigt sich Pergolesi als musikalischer Dramatiker oft unabhängig von den Konventionen seiner Zeit. So wird z. B. der Bravourgesang bis zur Karikatur übertrieben, um Eitelkeit und Standesdünkel einer Person lächerlich zu machen, oder einfache Strophenliedformen zum Ausdruck sehr ernster Empfindungen genutzt. Die Grenzen zwischen „hohem“ und „niedrigem“ Stand erscheinen so zumindest auf musikalischer Ebene teilweise verwischt, die Personenzeichnung entwickelt sich von der Typen- zur Charakterkomödie.
Außer den vollständigen Opern sind zahlreiche einzelne Arien überliefert, viele mit unsicherer Zuschreibung. Von den Solokantaten genießt Orfeo besondere Schätzung als Beispiel für Pergolesis lyrisch-expressiven Stil.

## Nachwirkung
Sein Stabat mater wurde eines der beliebtesten Werke des 18. Jahrhunderts. Antonio Salieri und Franz Xaver Süßmayr erstellten Ende des 18. Jahrhunderts eine neue Fassung des Stabat mater für Sopran, Alt, vierstimmigen Chor und Orchester, die 1831 noch einmal von Ignaz von Seyfried revidiert wurde. Johann Sebastian Bach arbeitete das Stabat mater zur Kantate Tilge, Höchster, meine Sünden (BWV 1083) um. Die Viola, die im Original weitgehend parallel mit dem Bass geht, erhält hier eine neue, obligate Stimme.
Nach einer äußerst erfolgreichen Aufführung von Pergolesis Intermezzo La Serva padrona in Paris kam es 1752 zu Streitigkeiten zwischen den Anhängern der ernsthaften französischen Tragédie lyrique und der italienischen Opera buffa: Buffonistenstreit („Querelle des bouffons“).
Das Ballet Pulcinella von Igor Strawinsky setzt sich aus zum Teil Pergolesi zugeschriebenen Melodien zusammen, einige schreibt die Musikwissenschaft inzwischen zweifelsfrei dem Komponisten Domenico Gallo zu.  Unter den 18 Sätzen des Balletts gehen sieben auf Gallos Triosonaten zurück, darunter auch die berühmte Ouvertüre, die auf Gallos Triosonate Nr. 1 in G-Dur basiert.
Eine Melodie von Pergolesi findet sich inzwischen im Gesangbuch der Evangelisch-methodistischen Kirche zum Passionslied Großes Unrecht ist geschehen unter der Nummer 210 zu einem deutschen Text von Dieter Trautwein.

## Werkliste
Die folgenden Angaben sind der Werkliste Pergolesis aus dem Grove Dictionary of Music and Musicians entnommen. Aufgeführt werden nur die als echt anerkannten Kompositionen.

### Opern
- La Salustia (1732). Opera seria
- Nerina e Nibbio (1732). Intermezzo zu La Salustia mit Rezitativen des Librettisten Domenico Caracajus. Die Musik ist nicht erhalten.[10]
- Lo frate ’nnamorato (1732). Commedia per musica
- Capetà Cola, Spaviento e Giulietta (1732). Ouvertüre und Tänze zu Lo frate ’nnamorato.
- Il prigionier superbo (1733). Opera seria
- La serva padrona – „Die Magd als Herrin“ (1733). Intermezzo zu Il prigionier superbo
- Adriano in Siria (1734). Opera seria
- La contadina astuta oder Livietta e Tracollo (1734). Intermezzo zu Adriano in Siria
- L’olimpiade (1735). Opera seria
- Il Flaminio (1735). Commedia per musica

### Geistliche Bühnenwerke, Oratorien
- Li prodigi della divina grazia nella conversione e morte di S. Guglielmo duca d’Aquitania (1731). Dramma sacro
- La fenice sul rogo oder La morte di San Giuseppe (1731). Oratorium

### Geistliche Werke
- Messe in D-Dur (Kyrie und Gloria) für zwei fünfstimmige Chöre (1731)
- Messe in F-Dur (Kyrie und Gloria) für zwei fünfstimmige Chöre (1732)
- Psalm Confitebor für Soli und fünfstimmigen Chor (1732)
- Introitus Deus in adjutorium für Sopran und fünfstimmigen Chor (1732)
- Psalm Dixit Dominus für zwei fünfstimmige Chöre (1732)
- Antiphon In coelestibus regnis für Alt, Streicher und Continuo
- Motette In hac die quam decora für vier Soli und sechsstimmigen Chor
- Psalm Laudate pueri für Sopran und fünfstimmigen Chor
- Psalm Laudate pueri Dominum für Sopran, fünfstimmigen Chor, Oboe, Trompete, Horn, Streicher und Generalbass
- Antiphon Salve Regina in a-Moll für Sopran, Streicher und Continuo
- Antiphon Salve Regina in c-Moll (1736) für Sopran, Streicher und Continuo
- Stabat mater f-Moll für Sopran, Alt, Streicher und Generalbass (1736)
- Septem verba a Christo in cruce moriente prolata[11]

### Kantaten und weitere Vokalwerke
- Vier Kantaten für Sopran, Streicher und Continuo: Chi non ode, Dalsigre bzw. Nigella, Luce degli occhi miei, Nel chiuso centro, vor Herbst 1735
- Kantate Della città vicino für Sopran, Streicher und Continuo
- Kantate Questo è il piano für Alt, Streicher und Continuo (1732)
- Solfeggi für zwei und drei Stimmen
- Scherzo Venerabilis barba cappucinorum für die Kapuziner in Pozzuoli (1735)

### Instrumental
- Konzert B-Dur für Violine, Streicher und Basso continuo
- Konzert C-Dur für zwei Cembali und Streicher
- Sonate in F-Dur für Orgel
- Sinfonia (Sonate) F-Dur für Violoncello und Basso continuo
- Sonate G-Dur für Violine und Basso continuo